# Neptunes Bellows

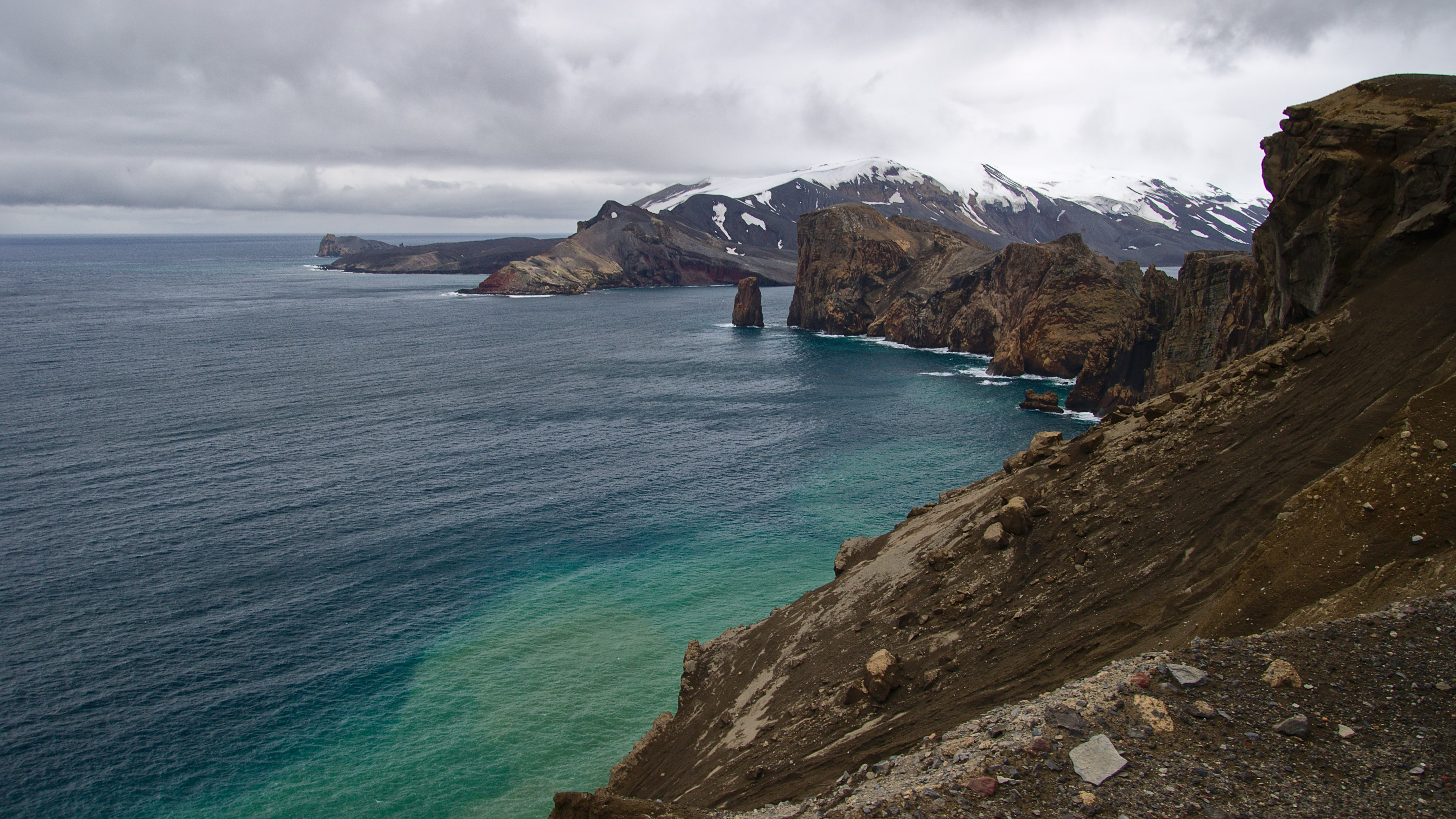
Neptunes Bellows z charakterystyczną skałą u wejścia – Petes Pillar

Neptunes Bellows  – wąska cieśnina w południowo-wschodniej części Deception Island w archipelagu Szetlandów Południowych, wejście prowadzące do kaldery wulkanu wypełnionej wodą, która tworzy naturalny port – Port Foster.

## Nazwa
Nazwa Neptunes Bellows (tłum. „Miechy Neptuna”) została nadana przez amerykańskich łowców fok przed rokiem 1822 . Nawiązuje do silnych podmuchów wiatru pojawiających się w cieśninie . 
Inne nazwy historyczne:
- Dragons Mouth (dosł. „Usta smoka”) na cześć statku poławiaczy fok „Dragon”, który przebywał na Szetlandach Południowych w latach 1820–1821[2]
- Passe du Challenger (dosł. „Cieśnina Challengera”) – nazwa nadana przez francuską ekspedycję antarktyczną w latach 1908–1910, prawdopodobnie na cześć statku brytyjskiej wyprawy badawczej dookoła świata HMS Challengera[2]

## Geografia
Neptunes Bellows to wąska cieśnina o szerokości ok. 500 m ) w południowo-wschodniej części Deception Island między Fildes Point (na północy) i Entrance Point (na południu) .  
Deception Island ma kształt przerwanego pierścienia  (podkowy) – jest kalderą wulkanu wypełnioną wodą , a Neptunes Bellows prowadzi do jej wnętrza, które tworzy naturalny port  – Port Foster . 
Po północnej stronie wejścia do cieśniny znajduje się charakterystyczna skała o kształcie kolumny, wznosząca się na 45 m – Petes Pillar . Pośrodku cieśniny leży podwodna skała – Ravn Rock .